# The Breed
The Breed (br: Cães Assassinos / pt: Raça Assassina) é um filme de terror americano. O filme foi lançado nos Estados Unidos e no Brasil em 18 de maio de 2006. A história começa quando cinco amigos resolvem passar as férias numa ilha, aparentemente isolada, mas são atacados por cães que parecem ter contraído raiva.

## Sinopse
Numa ilha isolada, e aparentemente deserta. Um grupo de cinco amigos Nicky (Michelle Rodriguez), Sara (Taryn Manning), Noah (Hill Harper), Matt (Eric Lively) e John (Oliver Hudson) se deparam com uma matilha de cães que os perseguem ferozmente.
No entanto, acabam por descobrir a verdadeira razão do repentino ataque.

## Elenco
| Ator               | Papel | Fonte(s) |
| ------------------ | ----- | -------- |
| Michelle Rodriguez | Nicky | [ 3 ]    |
| Taryn Manning      | Sara  | [ 3 ]    |
| Eric Lively        | Matt  | [ 3 ]    |
| Oliver Hudson      | John  | [ 3 ]    |
| Hill Harper        | Noah  | [ 3 ]    |